# NCN
NCN (inițial din „Nașul Cluj Napoca”, ulterior doar „NCN”) este un post de televiziune de știri din România, cu sediul central în Cluj-Napoca, lansat pe 18 decembrie 2017. Canalul este operat de compania **Pagina Ciudatului SRL**, controlată în proporție de 95% de jurnalistul și antreprenorul Liviu Alexa. NCN se remarcă printr-o linie editorială independentă și prin utilizarea unor prezentatori virtuali generați AI, un concept rar întâlnit în media românească.

## Istoric
NCN a fost lansat oficial în 2017, după ce Liviu Alexa a decis să extindă platforma sa media de la nivel local la nivel național. Inițial, postul funcționa sub același brand ca fostul portal de știri clujean NCN.ro, și avea ca scop acoperirea regională a evenimentelor din Transilvania. Odată cu extinderea licenței de la CNA, canalul a devenit un post național, difuzat prin cablu și online.
În 2018, canalul a cunoscut o perioadă de relansare editorială și tehnologică, introducând elemente grafice moderne, un platou digital și o linie editorială inspirată din televiziunile de știri independente occidentale.

## Programe
Grila de programe a NCN este axată pe:
- Jurnale de știri: difuzate de mai multe ori pe zi, cu accent pe actualitate regională și națională.
- Talk-show-uri politice: găzduind invitați locali, politicieni și activiști civici.
- Documentare și investigații: axate pe corupție, administrație locală și teme sociale.
- Emisiuni cu avataruri AI: o premieră națională, unde personaje virtuale preiau rolul prezentatorilor.

NCN pune accent pe „știri citite, nu comentate”, preferând o abordare informativă minimalistă, fără prea multă opinie editorială, în contrast cu stilul agresiv al altor posturi de știri din România.

## Prezentatori virtuali
Începând cu anul 2023, NCN a devenit cunoscut pentru implementarea unor prezentatori virtuali, printre care se numără:
- Lili – avatar feminin care citește știrile principale.
- Cora – co-prezentatoare în emisiunile de lifestyle și sănătate.
- Sebi – prezentator virtual pentru segmentul sportiv.

Acești prezentatori AI sunt generați prin tehnologie grafică și voce sintetică, bazată pe AI, și sunt controlați de echipa redacțională printr-un sistem automatizat.

## Controverse
NCN a fost implicat în mai multe controverse, majoritatea legate de patronul Liviu Alexa, cunoscut pentru poziții critice la adresa autorităților locale și a altor trusturi de presă. În 2019, Consiliul Național al Audiovizualului a monitorizat postul pentru posibile derapaje editoriale, dar nu a emis sancțiuni majore.

## Rețea și recepție
Postul este disponibil în rețelele mari de cablu din România, precum **RCS & RDS**, **Telekom**, **Orange TV** și **INES IPTV**. De asemenea, emisia live poate fi urmărită online pe site-ul oficial și pe diverse aplicații mobile de streaming TV.

## Date tehnice
- Rezoluție video: SDTV 576i – 720×576 px, 25 fps (interlaced)
- Raport imagine: 16:9
- Format audio: Stereo, MPEG
- Tip difuzare: Digital – DVB-C, IPTV, Web
- Licență CNA: națională, valabilă din 2017